# Crotalaria platysepala
Crotalaria platysepala är en ärtväxtart som beskrevs av William Henry Harvey. Crotalaria platysepala ingår i släktet sunnhampor, och familjen ärtväxter. Inga underarter finns listade i Catalogue of Life.